# تأثير ويندكسل

توضيح تأثير ويندكسل.

تأثير ويندكسل (Windkessel effect) هو مصطلح يستخدم في الطب ليصف شكل موجة ضغط الدم الشرياني بشأن التفاعل بين حجم الضربة ومطاوعة الأبهر والشرايين المرنة الكبيرة (أوعية ويندكسل). عند ترجمة كلمة "Windkessel" من الألمانية ترجمة غير مضبوطة إلى اللغة الإنجليزية فإنها تعني «حجرة هوائية»، ولكنها تنطوي عمومًا على معنى خزان مرن. إن جدران الشرايين المرنة الكبيرة (مثل الأبهر والشريان السباتي الأصلي والشريان تحت الترقوة والجذوع الرئوية وتفرعاتهم الأكبر) تشتمل على ألياف مرنة تتكون من الإيلاستين. وتتمدد تلك الشرايين عندما يرتفع ضغط الدم أثناء انقباض القلب وترتد عندما ينخفض ضغط الدم أثناء انبساط القلب. ونظرًا لأن سرعة دخول الدم تلك الشرايين المرنة تفوق سرعة خروجه منها نتيجة المقاومة المحيطية، فهناك مخزون صافٍ من الدم أثناء انقباض القلب يتم ضخه أثناء انبساطة القلب. ومن ثم فإن قابلية التمدد في الشرايين المرنة الكبيرة تعادل المكثف.
يساعد تأثير ويندكسل في تخميد التذبذب في ضغط الدم (ضغط النبضة) على مدار الدورة القلبية كما يساعد على الحفاظ على إرواء العضو أثناء انبساطة القلب عندما يهدأ القذف القلبي. لقد أشار جيوفاني بورلي (Giovanni Borelli) إلى فكرة تأثير ويندكسل، رغم أن ستيفن هايلز (Stephen Hales) قد صاغ هذا المفهوم صياغة أكثر وضوحًا ووضح أوجه الشبه بينه وبين الحجرة الهوائية في المحركات النارية في القرن الثامن عشر الميلادي. وقام أوتو فرانك (عالم فيزيولوجيا الأعضاء) (Otto Frank) عالم فيزيولوجيا الأعضاء الألماني البارز بتطوير هذا المفهوم ووضع له أساسًا رياضيًا متينًا. وفي بعض الأحيان يطلق على نموذج فرانك «ويندكسل ثنائي العناصر» للتمييز بينه وبين نماذج ويندكسل الأحدث والأكثر تفصيلاً (مثل نموذج ويندكسل ثلاثي العناصر أو رباعي العناصر).
ينخفض تأثير ويندكسل مع مرور العمر حيث تصبح الشرايين المرنة أقل مطاوعةً، ويطلق عليها تصلب الشرايين أو التصلب الشرياني، وربما يكون ذلك نتيجة ثانوية لتفتت الإيلالستين أو فقدانه. ويؤدي انخفاض تأثير ويندكسل إلى زيادة ضغط النبضة وارتفاع ضغط انقباضة القلب بالنسبة لحجم ضربة معينة. وينذر ارتفاع ضغط انقباضة القلب (فرط ضغط الدم) بحدوث احتشاء عضل القلب وسكتة دماغية وقصور القلب ومجموعة متنوعة من أمراض القلبي الوعائي.
على الرغم من أن تأثير ويندكسل مفهوم بسيط وسهل، فعادة ما ينظر إليه باعتباره خاطئًا، ويتعارض مع النظريات الحديثة التي تفسر الضغط الشرياني وأشكال موجات التدفق في إطار انتشار الموجات وانعكاسها، هذا على الرغم من وجود بعض المحاولات الحديثة للجمع بين نظريتي انتشار الموجة وتأثير ويندكسل.